# Hans Erich Apostel
Hans Erich Apostel (ur. 22 stycznia 1901 w Karlsruhe, zm. 30 listopada 1972 w Wiedniu) – austriacki kompozytor.

## Życiorys
W latach 1915–1919 studiował grę na fortepianie, teorię muzyki i dyrygenturę u Alfreda Lorenza w Konserwatorium Munz w Karlsruhe. Od 1948 był profesorem tego konserwatorium. W latach 1948–1950 przewodniczył austriackiej sekcji Międzynarodowego Towarzystwa Muzyki Współczesnej.

## Twórczość
Pod wpływem Arnolda Schönberga, a później Albana Berga, zwrócił się ku dodekafonii. Jego muzykę cechuje ogromna ekspresja połączona z dyscypliną klasycystycznych konwencji formalnych i stosowaniem techniki dodekafonicznej.
Komponował utwory na orkiestrę, fortepian oraz na instrumenty dęte: obój, klarnet, fagot, a także utwory wokalno-instrumentalne (requiem) i pieśni.

## Wybrane kompozycje
- Requiem (1933)
- Haydn-Variationen (1949)
- Ballada na wielką orkiestrę (1956)
- Oda na alt i orkiestrę (1962)
- Epitaph für Str.-Orch. op. 43 (1969)
- Passacaglia op. 50 (1972)